# Schloss Náměšť nad Oslavou

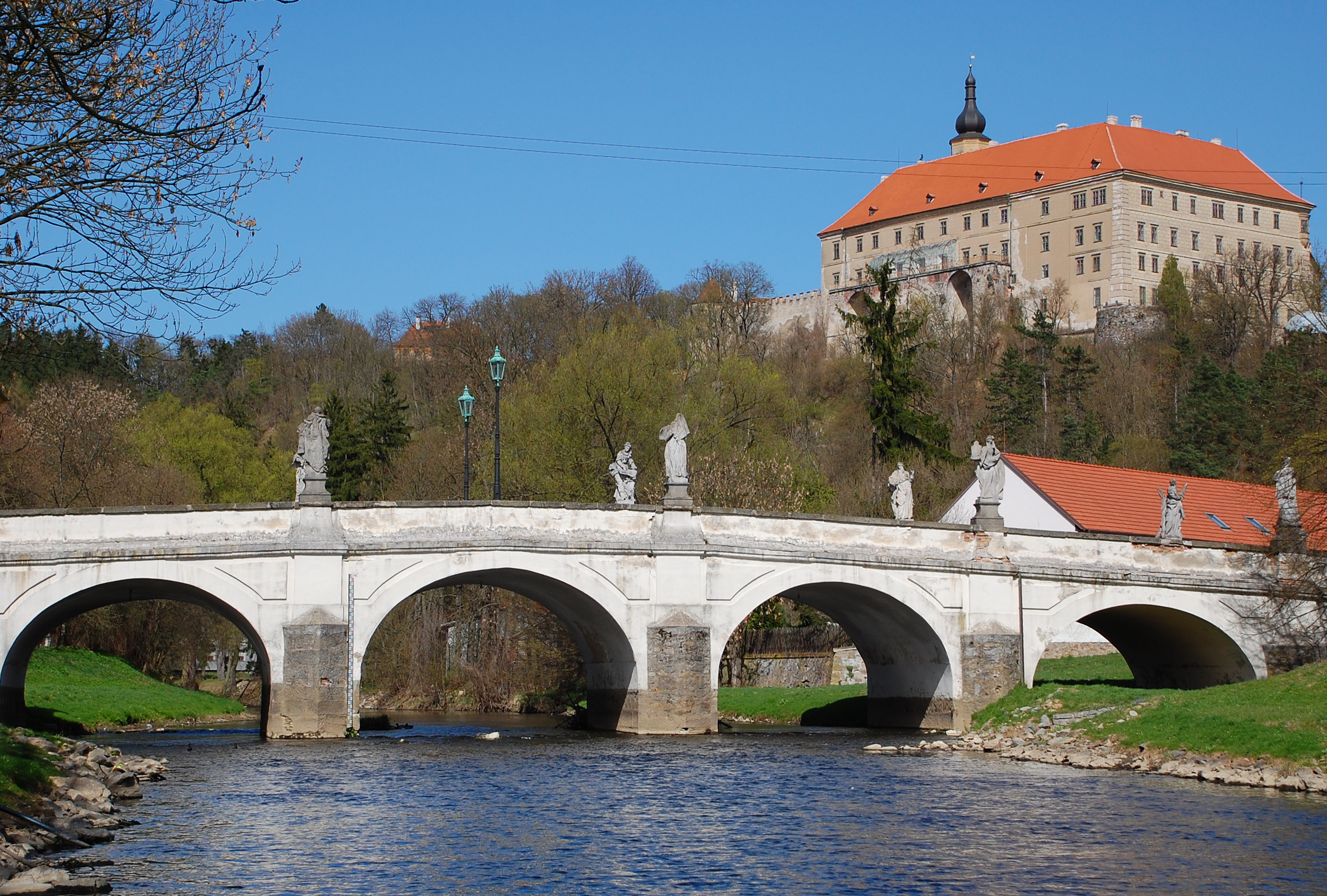
Schloss Náměšť nad Oslavou

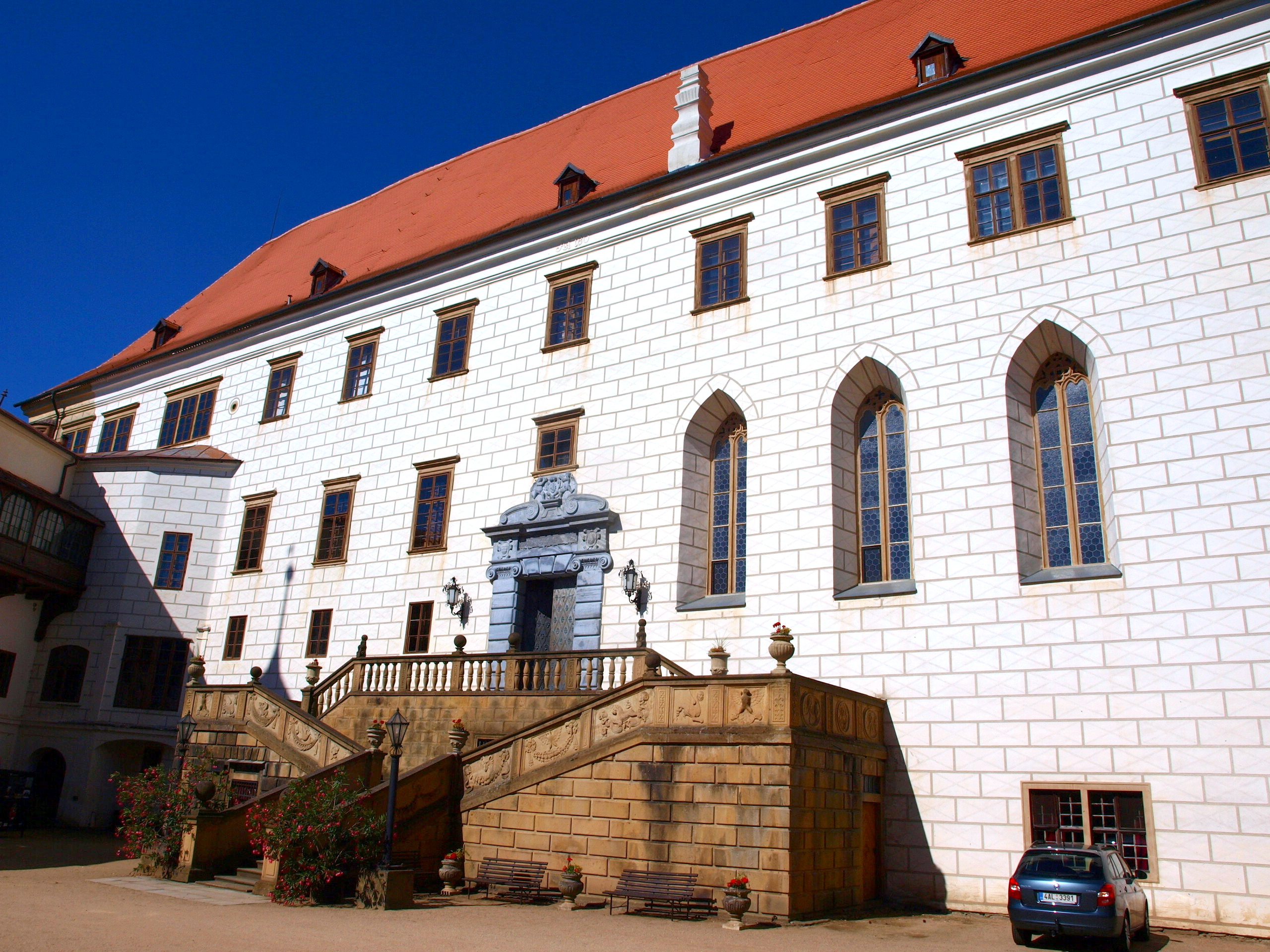
Erster Innenhof

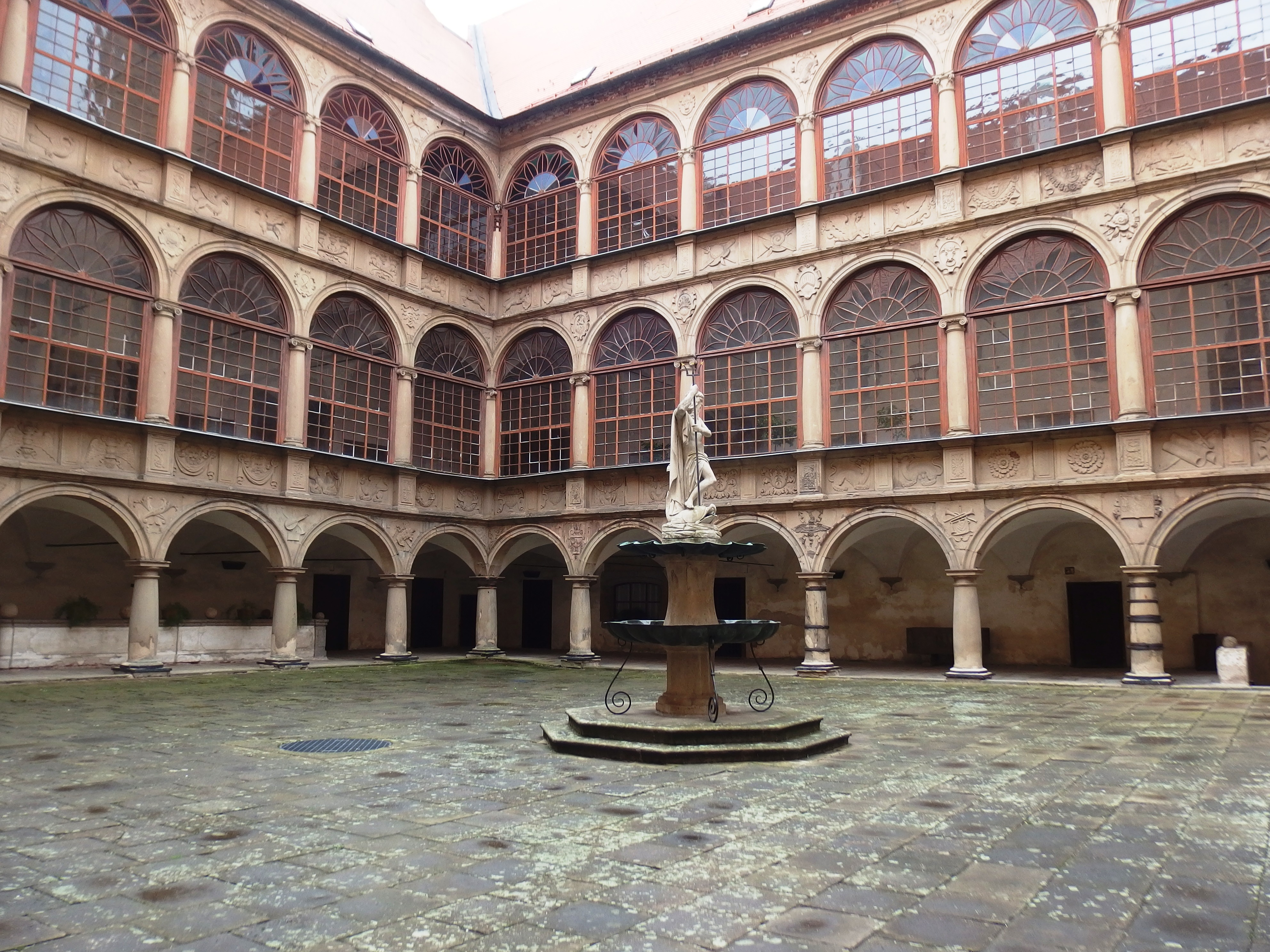
Zweiter Innenhof

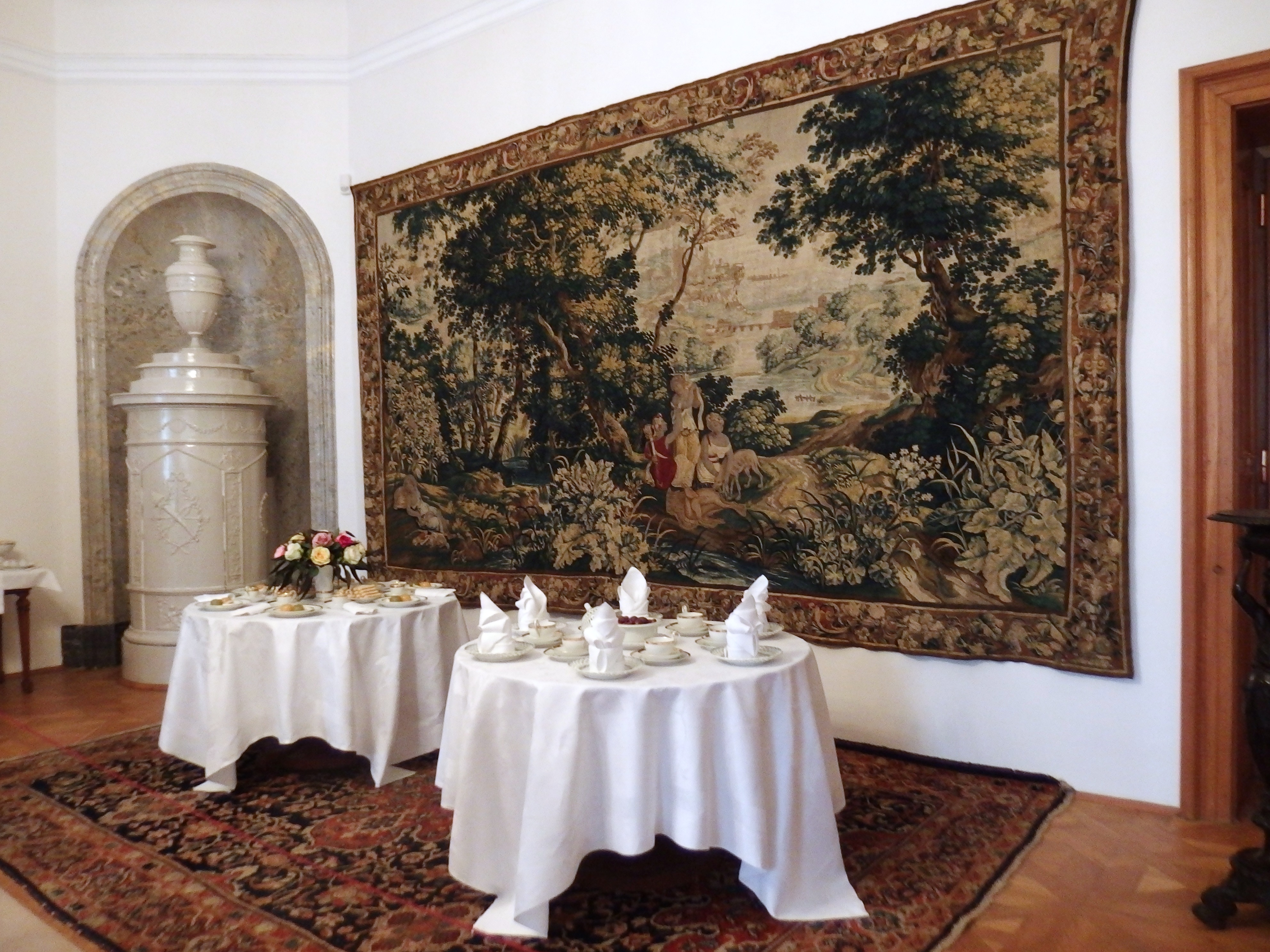
Interieur

Schloss Náměšť nad Oslavou (deutsch Namiest an der Oslawa) befindet sich in Náměšť nad Oslavou im Okres Třebíč, Tschechien.
Das Schloss entstand 1565–1578 durch Umbau einer gotischen Burg, in einer Zeit, in der in Böhmen und Mähren emsig gebaut und umgebaut wurde. Besitzer waren damals die Herren von Žerotín. Die Zierotin sammelten Bücher und Drucke und richteten in Namiest eine Druckerei ein, die durch die erste tschechische Grammatik sowie die Kralitzer Bibel (eine tschechische Bibelübersetzung von 1579 bis 1601) bekannt wurde.
Karl der Ältere von Žerotín verkaufte die Herrschaft an seinen Schwager Albrecht von Wallenstein, dieser verkaufte sie weiter an den Hofkanzler Johann Baptist Verda von Verdenberg, der 1630 zum Grafen von Namiest erhoben wurde. Die Sala Terrena wurde von Carpoforo Tencalla freskiert. Die älteste Tochter Verdenbergs war mit Adrian von Enkevort verheiratet, wodurch Namiest später an die Familie Enckevort kam.
1752 ging die Herrschaft an die Grafen Haugwitz über. Zur Grafschaft Namiescht gehörten die Städte Namiescht und Groß Bittesch, der Markt Mohelno und 50 Dörfer mit ca. 9000 Einwohnern; angeschlossen waren die Güter Batauchowitz und Hermannschlag im Iglauer Kreis. Der Erwerber, Friedrich Wilhelm von Haugwitz, war ab 1753 Oberster böhmischer Kanzler und zugleich Erster österreichischer Kanzler unter Kaiserin Maria Theresia. Sein Enkel Heinrich Wilhelm (1770–1842) bearbeitete Opern und Oratorien von Gluck, Mozart, Salieri und Händel und brachte sie mit eigenem Orchester und Chor (mit 64 Musikern) zur Aufführung. Der letzte Besitzer bis 1945, Graf Heinrich (1901–1966), baute im Krieg ein Netzwerk zur finanziellen Unterstützung tschechischer, von den deutschen Besatzern verfolgter Familien auf. Er wurde dennoch als angeblicher Deutschen-Sympathisant ausgewiesen und enteignet.
Nach 1945 nutzte Staatspräsident Edvard Beneš das Schloss 1947 kurze Zeit als Sommerresidenz, seit 1949 ist es Museum. Das Schloss wird seit 2016 unter der Ägide des Nationalen Kulturgüterinstituts und des Kulturministeriums der Tschechischen Republik aufwändig saniert.
Náměšť ist durch seine umfangreiche Tapisseriekollektion berühmt, die manche wertvollen Stücke enthält. Die meisten Wandteppiche stammen aus dem 17. und 18. Jahrhundert, einige Exponate sind noch älter. Bemerkenswert sind auch der ehemalige Speisesaal und die reich ausgestattete Schlossbibliothek. Auf der Brücke über die Oslava befinden sich zwanzig überlebensgroße Sandsteinfiguren von Heiligen und Engeln, die Josef Winterhalder der Ältere 1737 im Auftrag des Gutsherrn Adrian Graf von Enkevoirt schuf.